# Iopas
Iopas est un barde à la cour de Didon. Il apparaît à la fin du Ier Chant de l'Énéide de Virgile, où il chante un récit de création avec sa cithare, lors du banquet donné pour Énée et ses compagnons troyens. Il est également l'élève d'Atlas.

## Chant d'Iopas
Le chant d'Iopas est présenté ainsi par Virgile, dans l’Énéide :
| Texte latin ...cithara crinitus Iopas personat aurata, docuit quem maximus Atlas. hic canit errantem lunam solisque labores, unde hominum genus et pecudes, unde imber et ignes, Arcturum pluuiasque Hyadas geminosque Triones, quid tantum Oceano properent se tingere soles hiberni, uel quae tardis mora noctibus obstet | Traduction Un étudiant d'Atlas, le maestro, fait vibrer l'air de sa harpe dorée. Car Iopas aux longs cheveux chante la lune imprévisible, le soleil et ses travaux, les origines tant humaines qu'animales, les causes du feu et de l'humidité, les étoiles (la Petite et la Grande Ourse, les Hyades pluvieuses, et Arcturus aussi), pourquoi lors de l'hiver le soleil se presse ainsi à s'engloutir dans l'Océan, ce qui ralentit les nuits de l'hiver qui s'attardent, ce qui les bloque et les retarde. |

## Interprétation

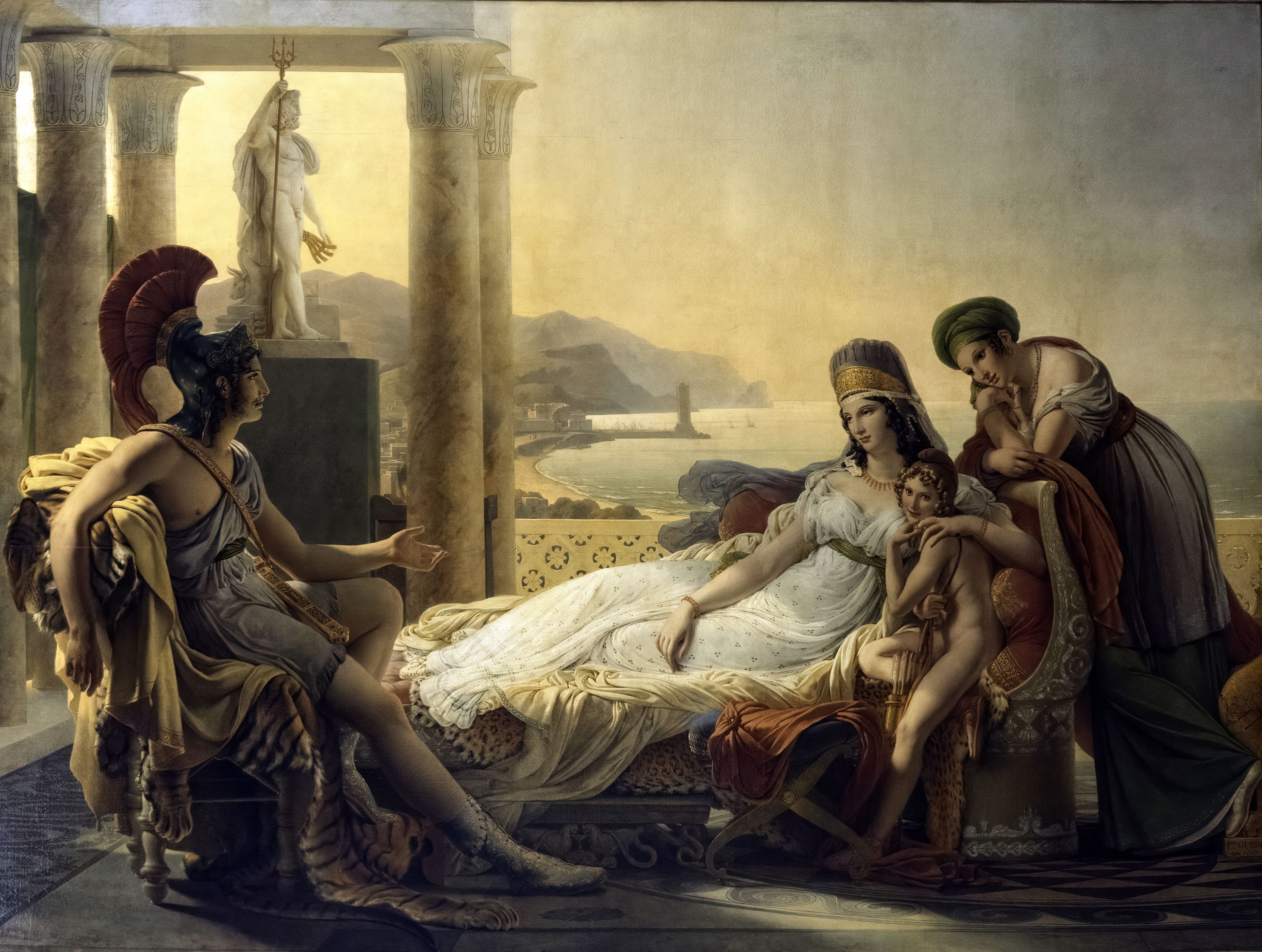
Énée à la cour de Didon.

De nombreuses interprétations ont été proposées pour le chant d'Iopas. Celle d'Eve Adler, professeure au Middlebury College, porte sur la façon dont les Troyens au banquet attendent en applaudissant ce chant jusqu'à ce que les Carthaginois aient exprimé leur appréciation. Elle note que l'explication naturaliste du monde par Iopas (qui ne nécessite aucun dieu) surprend les Troyens ; Pour Eve Adler, Iopas est une sorte de figure de Lucrèce (dont Virgile rejette le message). L'universitaire Timothy Power, quant à lui, considère qu'Iopas évoque le roi Juba II de Numidie, un célèbre érudit du temps d'Auguste.